# Месокомо (дем Лъгадина)
Вижте пояснителната страница за други значения на Месокомо.
Месо̀комо или Герен, Гирен, Гирево (на гръцки: Μεσόκωμο, катаревуса Μεσόκωμον, Месокомон, до 1927 Γκερέν, Герен, или Γκιρέν, Гирен) е село в Гърция, дем Лъгадина, област Централна Македония.

## География
Селото е разположено източно от Загливери и западно от Каламото.

## История

### В Османската империя
През XIX век Герен е турско село, числящо се към Лъгадинската каза на Османската империя. Към 1900 година според статистиката на Васил Кънчов („Македония. Етнография и статистика“) в Гирево живеят 350 души турци.

### В Гърция
След Междусъюзническата война Герен попада в Гърция. През 20-те години мюсюлманското му население се изселва и в селото са настанени гърци бежанци. В 1927 година е прекръстено на Месокомо, в превод Средно село. Според преброяването от 1928 година Месокомо е чисто бежанско село с 43 бежански семейства и 156 души.

### Личности
Родени в Месокомо
- Николаос Проподис (Νικόλαος Προπόδης), гръцки андартски деец, четник[4]